# جيسيكا لانج
جيسيكا فيليس لانج (بالإنجليزية: Jessica Lange) (من مواليد 20 أبريل 1949) هي ممثلة أمريكية. وهي الممثلة الثالثة عشر في التاريخ التي حققت التاج الثلاثي للتمثيل، بعد أن فازت بجائزتي أوسكار وثلاث جوائز إيمي برايم تايم وجائزة توني واحدة وجائزة نقابة ممثلي الشاشة وخمس جوائز غولدن غلوب. بالإضافة إلى ذلك، هي الممثلة الثانية في التاريخ التي تفوز بجائزة الأوسكار لأفضل ممثلة بعد فوزها بجائزة الأوسكار لأفضل ممثلة مساعدة، والممثلة الثالثة والفنانة الأولى منذ عام 1943 لنيل ترشيحي أوسكار خلال نفس العام، والممثلة الخامسة والفنانة التاسعة التي تفوز بجائزة الأوسكار عن فئتي أفضل ممثلة في دور رئيسي ودور مساعد، وهي سادس أكثر ممثلة في التاريخ تُرشح لجوائز الأوسكار. تملك لانج الرقم القياسي لأكبر ترشيحات غولدن غلوب عن أفضل ممثلة في فئة مسلسل قصير أو فيلم تلفزيوني. وهي ثاني أكثر الممثلات ترشيحًا للغولدن غلوب في التاريخ. والفنانة الوحيدة على الإطلاق التي حازت على جائزتي إيمي برايم تايم في كلٍ من فئتي أفضل ممثلة بدور مساعد وأفضل ممثلة بدور رئيسي عن نفس المسلسل القصير. حصلت لانج أيضًا على جائزة اختيار النقاد للأفلام وثلاث جوائز دوريان، ما جعلها الممثلة الأكثر تكريمًا من قبل جمعية النقاد المثليين والمثليات. في عام 1998، صنفت مجلة إنترتينمنت ويكلي لانج بين أعظم 25 ممثلة في التسعينيات. وفي عام 2014، كان من المقرر أن توضع لها نجمة على ممر الشهرة في هوليوود، ولكنها لم تحصل عليها بعد.
ظهرت لانج في فيلمها الاحترافي لأول مرة في فيلم دينو دي لورانتس لعام 1976، وهو إعادة إنتاج لفيلم المغامرة الكلاسيكي كينغ كونغ عام 1933، والذي فازت به أيضًا بأول جائزة غولدن غلوب للنجمة الصاعدة. وفي عام 1983، فازت بجائزة غولدن غلوب الثانية وجائزة الأوسكار لأفضل ممثلة مساعدة عن دورها كنجمة مسلسل طويل في فيلم توتسي 1982، ورشحت أيضًا لجائزة الأوسكار لأفضل ممثلة عن دور الممثلة المضطربة فرانسيز فارمر في فيلم فرانسيز (1982). تلقت لانج ثلاثة ترشيحات أخرى عن فيلم كنتري 1984، وسويت دريمز 1985، وميوزك بوكس 1989، قبل أن تربح جائزة غولدن غلوب الثالثة، وجائزة الأوسكار لأفضل ممثلة عن أدائها لدور ربة منزل مصابة باضطراب ثنائي القطب في فيلم السماء الزرقاء 1994.
في عام 2010، فازت بجائزة إيمي برايم تايم لأول مرة عن أداء شخصية عمة جاكلين كينيدي أوناسيس الشهيرة إيدي الكبرى في الفيلم التلفزيوني لشبكة إتش بي أو غراي غاردنز 2009. بين عامي 2011 و2014، فازت بأول جائزة من نقابة ممثلي الشاشة، وأول جائزة اختيار النقاد للأفلام، وجائزة غولدن غلوب الخامسة، وثلاث جوائز دوريان وجائزتي إيمي الثانية والثالثة عن أدائها في المواسم الثلاثة الأولى من مسلسل الرعب لقناة إف إكس قصة رعب أمريكية (2011-2015، 2018). وفي عام 2016، فازت لانج بأول جائزة توني لأفضل أداء لممثلة رئيسية في مسرحية، وجائزة دائرة النقاد لأفضل ممثلة رئيسية في مسرحية وجائزة دراما ديسك لأفضل ممثلة في مسرحية عن أدائها الذي أشاد به النقاد في إعادة مسرحية في برودواي لونغ دايز جورني إينتو نايت. كانت ممثلة مساعدة في مسلسل ويب للوي سي. كي الذي حاز على جائزة بيبدي هوراس أند بيت. في عام 2017، نالت الثناء لأداء دور الممثلة الأسطورية في هوليوود جوان كراوفورد في المسلسل التلفزيوني عداء، والذي نالت عنه جائزة إيمي الثامنة وغولدن غلوب السادسة عشر وجائزة نقابة ممثلي الشاشة السادسة والترشيح الثاني لجائزة تي سي إيه. وفي عام 2019، حصلت على ترشيح جائزة إيمي العاشر لأدائها في قصة رعب أمريكية: سفر الرؤيا.
بالإضافة إلى التمثيل، تُعتبر لانج مصورة فوتوغرافية أيضًا ولها أربعة أعمال منشورة. وهي والدة بالتنبي، وحاليًا تشغل منصب سفيرة الأمم المتحدة للنوايا الحسنة في اليونيسف، وتختص بفيروس العوز المناعي البشري والإيدز في جمهورية الكونغو الديمقراطية وروسيا.

## روابط خارجية
- جيسيكا لانج على موقع IMDb (الإنجليزية)
- جيسيكا لانج على موقع الموسوعة البريطانية (الإنجليزية)
- جيسيكا لانج على موقع روتن توميتوز (الإنجليزية)
- جيسيكا لانج على موقع مونزينجر (الألمانية)
- جيسيكا لانج على موقع قاعدة بيانات الأفلام العربية
- جيسيكا لانج على موقع ألو سيني (الفرنسية)
- جيسيكا لانج على موقع ميوزك برينز (الإنجليزية)
- جيسيكا لانج على موقع تيرنر كلاسيك موفيز (الإنجليزية)
- جيسيكا لانج على موقع أول موفي (الإنجليزية)
- جيسيكا لانج على موقع بوكس أوفيس موجو (الإنجليزية)

قالب:Jessica Lange